# Basquetebol nos Jogos Olímpicos de Goodwill de 2001
A competição de basquetebol masculino nos Jogos da Boa Vontade de 2001 foi disputada entre 03 e 09 de setembro como parte dos Jogos da Boa Vontade de 2001. Foi disputado no Brisbane Convention & Exhibition Centre, em Brisbane.

## Primeira fase
|  | Equipes classificadas às semifinais                   |
|  | Equipes classificadas ao play-off para a 5ª colocação |

### Grupo A
| Pos | Time           | Pts | J | V | V+ | D+ | D | GM  | GS  | SG  |
| --- | -------------- | --- | - | - | -- | -- | - | --- | --- | --- |
| 1   | Estados Unidos | 6   | 3 | 3 | 0  | 0  | 0 | 340 | 195 | 145 |
| 2   | Argentina      | 4   | 3 | 2 | 0  | 0  | 1 | 277 | 249 | 28  |
| 3   | México         | 2   | 3 | 1 | 0  | 0  | 2 | 241 | 312 | -71 |
| 4   | Cuba           | 0   | 3 | 0 | 0  | 0  | 3 | 220 | 312 | -92 |

| 03 de setembro | Estados Unidos | 132 – 58 | México | Brisbane Convention & Exhibition Centre, Brisbane |
| 13:00          |                |          |        |                                                   |

| 03 de setembro | Argentina | 105 – 75 | Cuba | Brisbane Convention & Exhibition Centre, Brisbane |
| 15:00          |           |          |      |                                                   |

| 04 de setembro | Estados Unidos | 97 – 67 | Argentina | Brisbane Convention & Exhibition Centre, Brisbane |
| 13:00          |                |         |           |                                                   |

| 04 de setembro | México | 86 – 75 | Cuba | Brisbane Convention & Exhibition Centre, Brisbane |
| 15:00          |        |         |      |                                                   |

| 05 de setembro | Estados Unidos | 111 – 70 | Cuba | Brisbane Convention & Exhibition Centre, Brisbane |
| 13:00          |                |          |      |                                                   |

| 05 de setembro | Argentina | 105 – 77 | México | Brisbane Convention & Exhibition Centre, Brisbane |
| 15:00          |           |          |        |                                                   |

### Grupo B
| Pos | Time          | Pts | J | V | V+ | D+ | D | GM  | GS  | SG  |
| --- | ------------- | --- | - | - | -- | -- | - | --- | --- | --- |
| 1   | Austrália     | 4   | 3 | 2 | 0  | 0  | 1 | 258 | 196 | 62  |
| 2   | Brasil        | 4   | 3 | 2 | 0  | 0  | 1 | 232 | 202 | 30  |
| 3   | Nova Zelândia | 4   | 3 | 2 | 0  | 0  | 1 | 235 | 224 | 11  |
| 4   | Canadá        | 2   | 3 | 0 | 0  | 0  | 3 | 180 | 263 | -83 |

| 03 de setembro | Nova Zelândia | 89 – 64 | Canadá | Brisbane Convention & Exhibition Centre, Brisbane |
| 19:00          |               |         |        |                                                   |

| 03 de setembro | Austrália | 66 – 70 | Brasil | Brisbane Convention & Exhibition Centre, Brisbane |
| 21:00          |           |         |        |                                                   |

| 04 de setembro | Austrália | 111 – 64 | Canadá | Brisbane Convention & Exhibition Centre, Brisbane |
| 19:00          |           |          |        |                                                   |

| 04 de setembro | Nova Zelândia | 84 – 79 | Brasil | Brisbane Convention & Exhibition Centre, Brisbane |
| 21:00          |               |         |        |                                                   |

| 05 de setembro | Austrália | 81 – 62 | Nova Zelândia | Brisbane Convention & Exhibition Centre, Brisbane |
| 19:00          |           |         |               |                                                   |

| 05 de setembro | Brasil | 63 – 52 | Canadá | Brisbane Convention & Exhibition Centre, Brisbane |
| 21:00          |        |         |        |                                                   |

## Jogos para o quinto lugar
|  | Semifinais     | Semifinais     |    |                | Jogo para o 5º lugar | Jogo para o 5º lugar |  |
|  |                |                |    |                |                      |                      |  |
|  | 07 de setembro |                |    |                |                      |                      |  |
|  | Canadá         | 86             |    |                |                      |                      |  |
|  | México         | 74             |    |                |                      |                      |  |
|  |                |                |    |                |                      |                      |  |
|  |                |                |    |                | 08 de setembro       |                      |  |
|  |                |                |    |                | Canadá               | 75                   |  |
|  |                | Nova Zelândia  | 70 |                |                      |                      |  |
|  |                |                |    |                |                      |                      |  |
|  |                |                |    |                |                      |                      |  |
|  |                |                |    |                | Jogo para o 7º lugar |                      |  |
|  | 07 de setembro | 07 de setembro |    | 08 de setembro | 08 de setembro       |                      |  |
|  | Nova Zelândia  | 85             |    | México         | 88                   |                      |  |
|  | Cuba           | 66             |    |                | Cuba                 | 76                   |  |

## Fase final
|  | Semifinais     | Semifinais     |    |                | Jogo para a Medalha de Ouro   | Jogo para a Medalha de Ouro |  |
|  |                |                |    |                |                               |                             |  |
|  | 08 de setembro |                |    |                |                               |                             |  |
|  | Austrália      | 63             |    |                |                               |                             |  |
|  | Argentina      | 69             |    |                |                               |                             |  |
|  |                |                |    |                |                               |                             |  |
|  |                |                |    |                | 09 de setembro                |                             |  |
|  |                |                |    |                | Estados Unidos                | 91                          |  |
|  |                | Argentina      | 63 |                |                               |                             |  |
|  |                |                |    |                |                               |                             |  |
|  |                |                |    |                |                               |                             |  |
|  |                |                |    |                | Jogo para a Medalha de Bronze |                             |  |
|  | 08 de setembro | 08 de setembro |    | 09 de setembro | 09 de setembro                |                             |  |
|  | Estados Unidos | 106            |    | Brasil         | 94                            |                             |  |
|  | Brasil         | 98             |    |                | Austrália                     | 93                          |  |

## Classificação Final
|    | Seleções       |
| -- | -------------- |
|    | Estados Unidos |
|    | Argentina      |
|    | Brasil         |
| 4. | Austrália      |
| 5. | Canadá         |
| 6. | Nova Zelândia  |
| 7. | México         |
| 8. | Cuba           |